# Ctenomys sociabilis
Espèce
Statut de conservation UICN

 CR B1ab(i,ii,iii) : 
En danger critique
Ctenomys sociabilis est une espèce qui fait partie des rongeurs de la famille des Ctenomyidae. Comme les autres membres du genre Ctenomys, appelés localement des tuco-tucos, c'est un petit mammifère d'Amérique du Sud bâti pour creuser des terriers. Ce rongeur est endémique d'Argentine.
L'espèce a été décrite pour la première fois en 1985 par l'américain Oliver Payne Pearson (1915-2003), zoologiste et Miguel I. Christie.